# Mija Martina
Mija Martina Barbarić (nacida el 26 de abril de 1984) es una cantante de música pop de Mostar, Bosnia y Herzegovina.
Mija empezó a cantar con 3 años, cuando ganó un concurso de canción infantil en Bosnia y Herzegovina y fue considerada una estrella precoz en su país. Pronto se convirtió en una habitual de los concursos musicales bosnios, hasta que apareció por primera vez a los dieciséis años en un certamen musical profesional de Sarajevo.
Tenía sólo 19 años cuando fue seleccionada por la televisión nacional de Bosnia y Herzegovina para representar a su país en el Festival de la Canción de Eurovisión 2003. Mija ya se había presentado a la preselección nacional de su país en dos ocasiones anteriormente. Finalmente, el 24 de mayo de 2003, representó a su país en el Festival de Eurovisión. Mija actuó en la sexta posición y finalizó decimosexta con 26 puntos consiguiendo así la quinta mejor clasificación para su país en el Festival.
Actualmente (2009), Mija trabaja como periodista en la televisión local de Mostar y presenta un programa musical.